# Mostra de Venise 1996
La Mostra de Venise 1996, 53e édition du festival international du film de Venise (53ª edizione della Mostra internazionale d'arte cinematografica), est un festival cinématographique qui se tient du 28 août au 7 septembre 1996 à Venise, en Italie.

## Jury
- Roman Polanski (président, Pologne), Paul Auster (É.-U.), Anjelica Huston (É.-U.), Souleymane Cissé (Mali), Callisto Cosulich (Italie), Miriam Mafai (Italie), Mrinal Sen (Inde), Antonio Skármeta (Chili), Hülya Ucansu (Turquie).

## Films en compétition
- Ilona Arrives with the Rain de Sergio Cabrera
- Pianese Nunzio, 14 anni a maggio d'Antonio Capuano
- Party de Manoel de Oliveira
- Ponette de Jacques Doillon
- Nos Funérailles (The Funeral) d'Abel Ferrara
- For Ever Mozart de Jean-Luc Godard
- Brigands, chapitre VII d'Otar Iosseliani
- Michael Collins de Neil Jordan
- Hommes, femmes, mode d'emploi de Claude Lelouch
- Carla's Song de Ken Loach
- Vesna va veloce de Carlo Mazzacurati
- Carmin Profond (Profundo carmesí) d' Arturo Ripstein
- Le Roi des aulnes (Der Unhold) de Volker Schlöndorff
- Basquiat de Julian Schnabel
- Chronique d'une disparition (Chronicle of a Disappearance) d' Elia Suleiman
- Buddha Bless America (Taipin tienguo) de Wu Nien-jen

## Palmarès
- Lion d'or pour le meilleur film : Michael Collins de Neil Jordan
- Grand prix spécial du Jury  : Brigands, chapitre VII d'Otar Iosseliani
- Coupe Volpi pour la meilleure interprétation masculine : Liam Neeson pour  Michael Collins de Neil Jordan
- Coupe Volpi pour la meilleure interprétation féminine : Victoire Thivisol  pour Ponette de Jacques Doillon
- Coupe Volpi du meilleur second rôle masculin : Chris Penn pour Nos funérailles d'Abel Ferrara
- Prix Luigi de Laurentiis (meilleure première œuvre): Chronique d'une disparition (Chronicle of a Disappearance) de Elia Suleiman
- Lion d'or d'honneur : Robert Altman, Vittorio Gassman, Dustin Hoffman et Michèle Morgan